# Rossellidae
Famille
Les  Rossellidae constituent une famille d'éponges, de l'ordre des Lyssacinosida (éponges de verre).

## Liste des genres et sous-familles
Selon World Register of Marine Species (23 septembre 2015) :
- sous-famille Acanthascinae Schulze, 1897
  - genre Acanthascus Schulze, 1886
  - genre Rhabdocalyptus Schulze, 1886
  - genre Staurocalyptus Ijima, 1897
- sous-famille Lanuginellinae Gray, 1872
  - genre Calycosoma Schulze, 1899
  - genre Caulophacus Schulze, 1886
  - genre Doconesthes Topsent, 1928
  - genre Lanuginella Schmidt, 1870
  - genre Lanugonychia Lendenfeld, 1915
  - genre Lophocalyx Schulze, 1887
  - genre Mellonympha Schulze, 1897
  - genre Sympagella Schmidt, 1870
- sous-famille Rossellinae Schulze, 1885
  - genre Anoxycalyx Kirkpatrick, 1907
  - genre Aphorme Schulze, 1899
  - genre Asconema Kent, 1870
  - genre Aulosaccus Ijima, 1896
  - genre Bathydorus Schulze, 1886
  - genre Crateromorpha Gray in Carter, 1872
  - genre Hyalascus Ijima, 1896
  - genre Nodastrella Dohrmann, Göcke, Reed & Janussen, 2012
  - genre Rossella Carter, 1872
  - genre Schaudinnia Schulze, 1900
  - genre Scyphidium Schulze, 1900
  - genre Symplectella Dendy, 1924
  - genre Trichasterina Schulze, 1900
  - genre Vazella Gray, 1870
  - genre Vitrollula Ijima, 1898

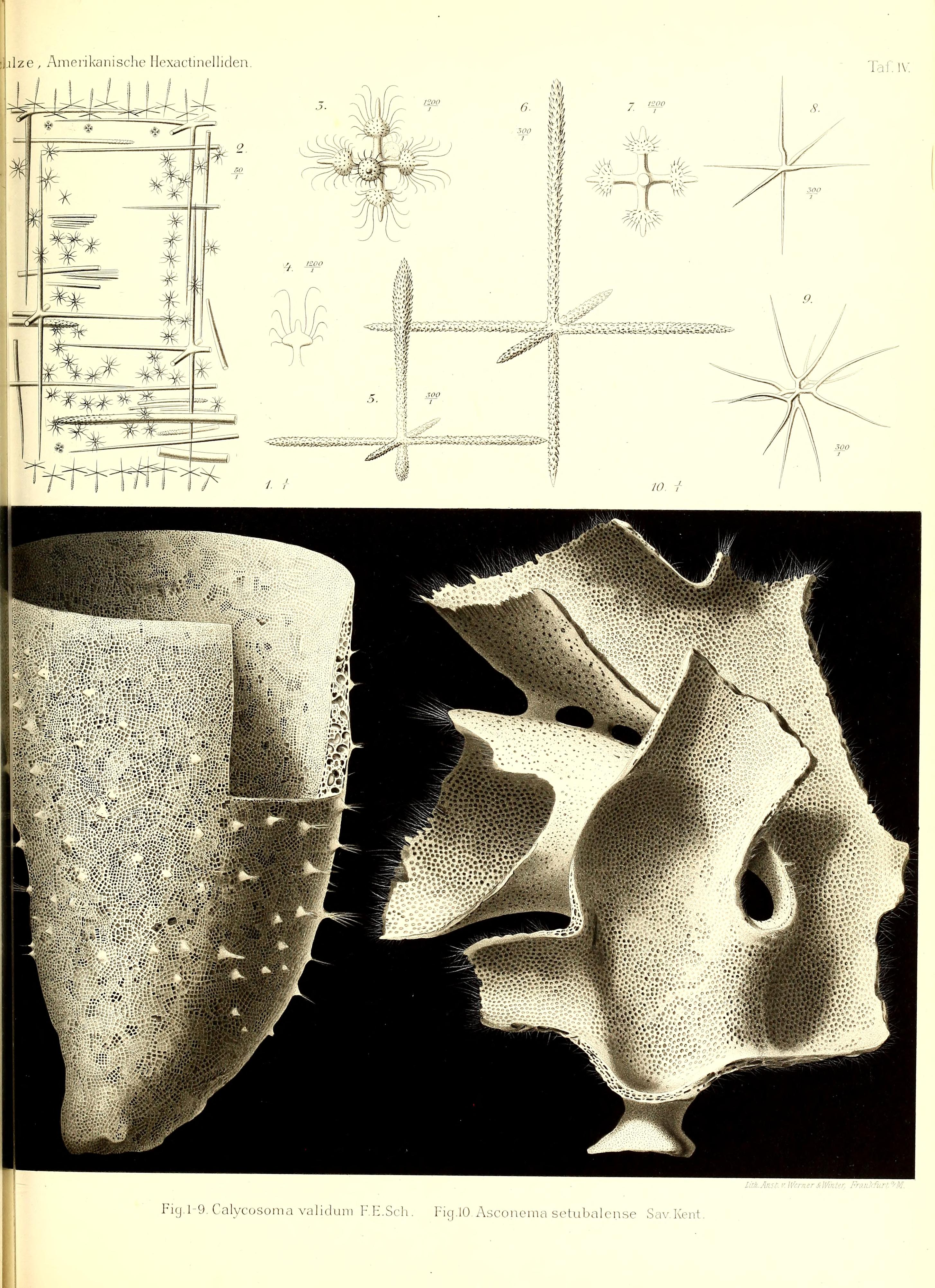
Calycosoma validum
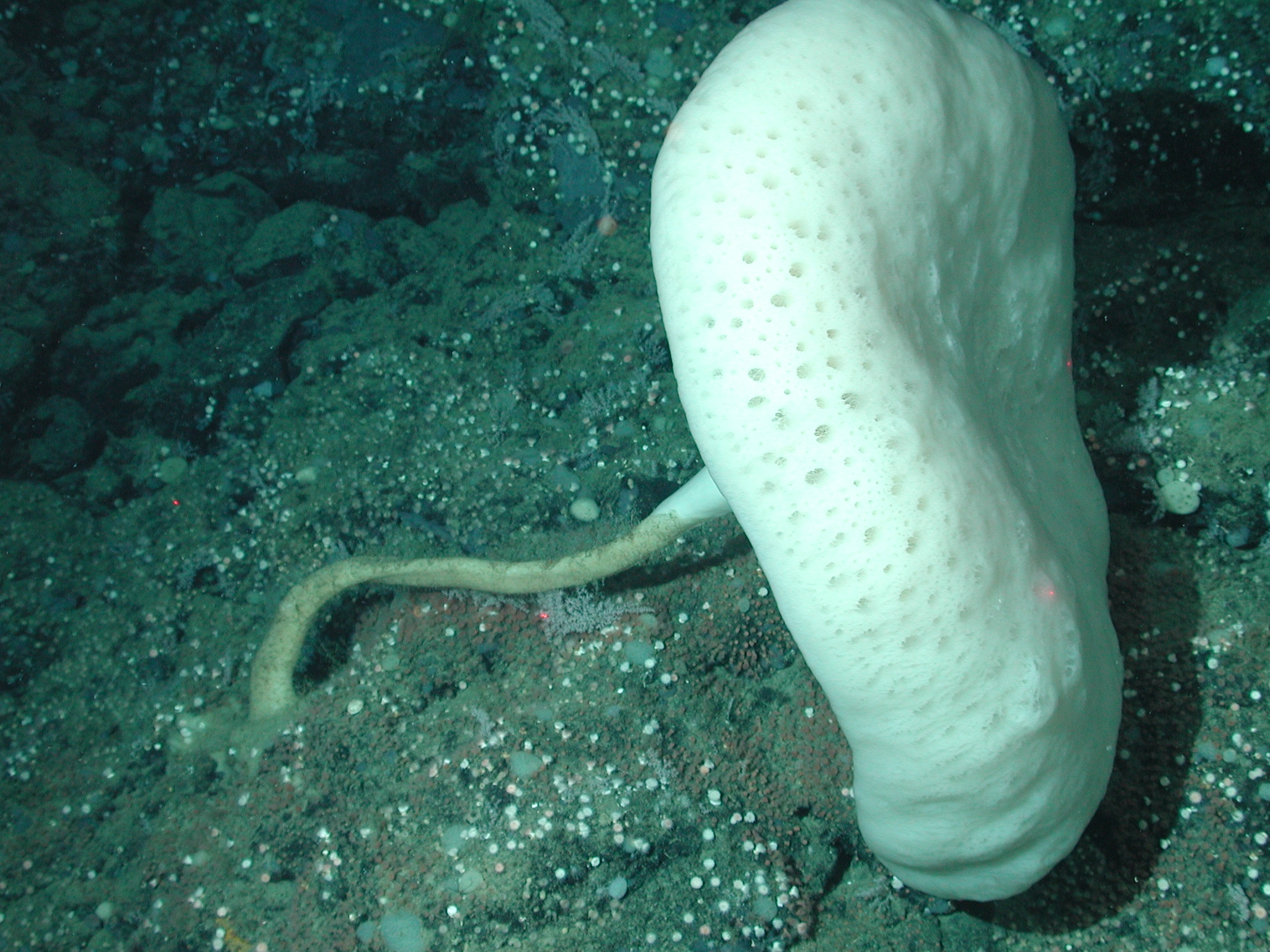
Caulophacus sp.
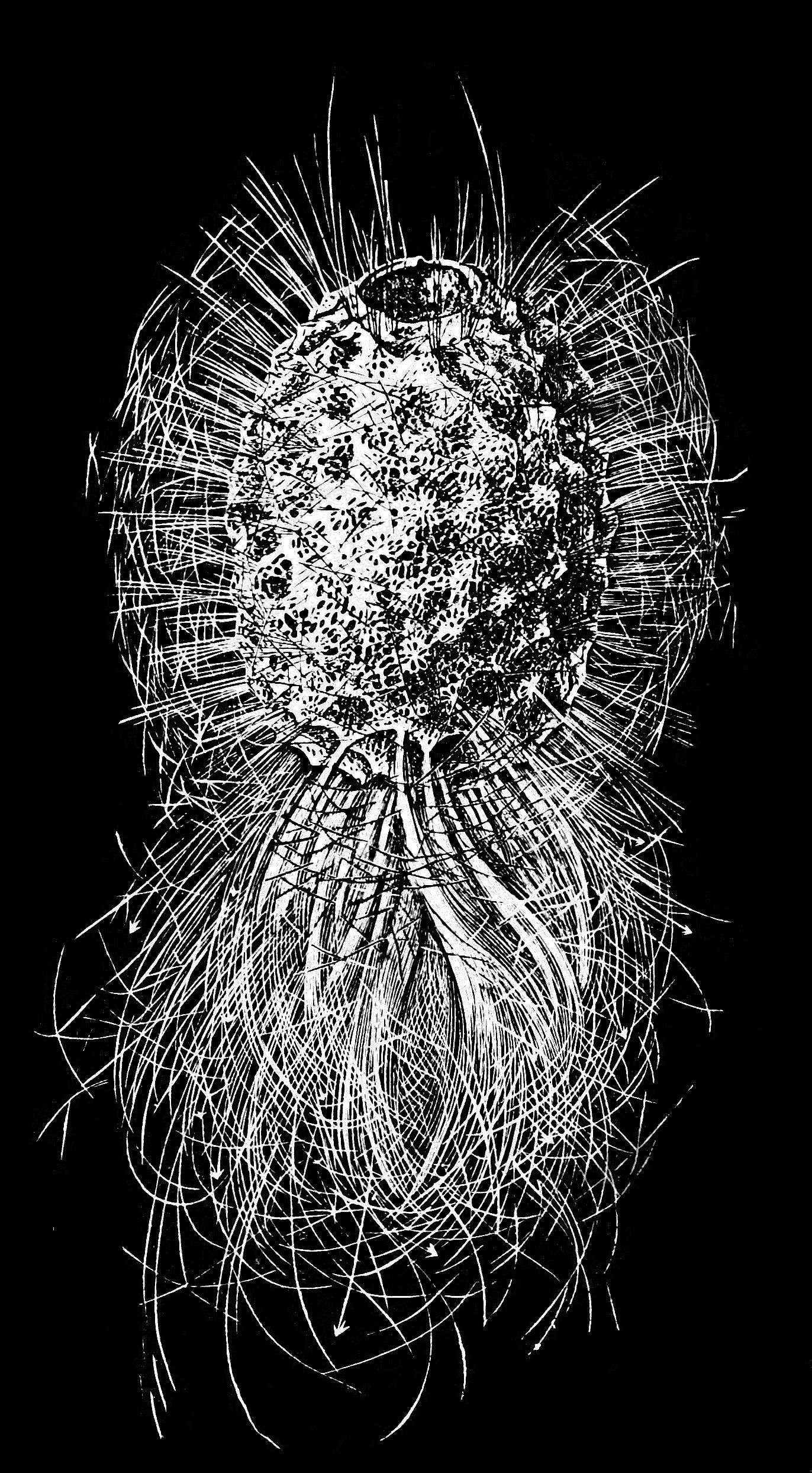
Mellonympha velata
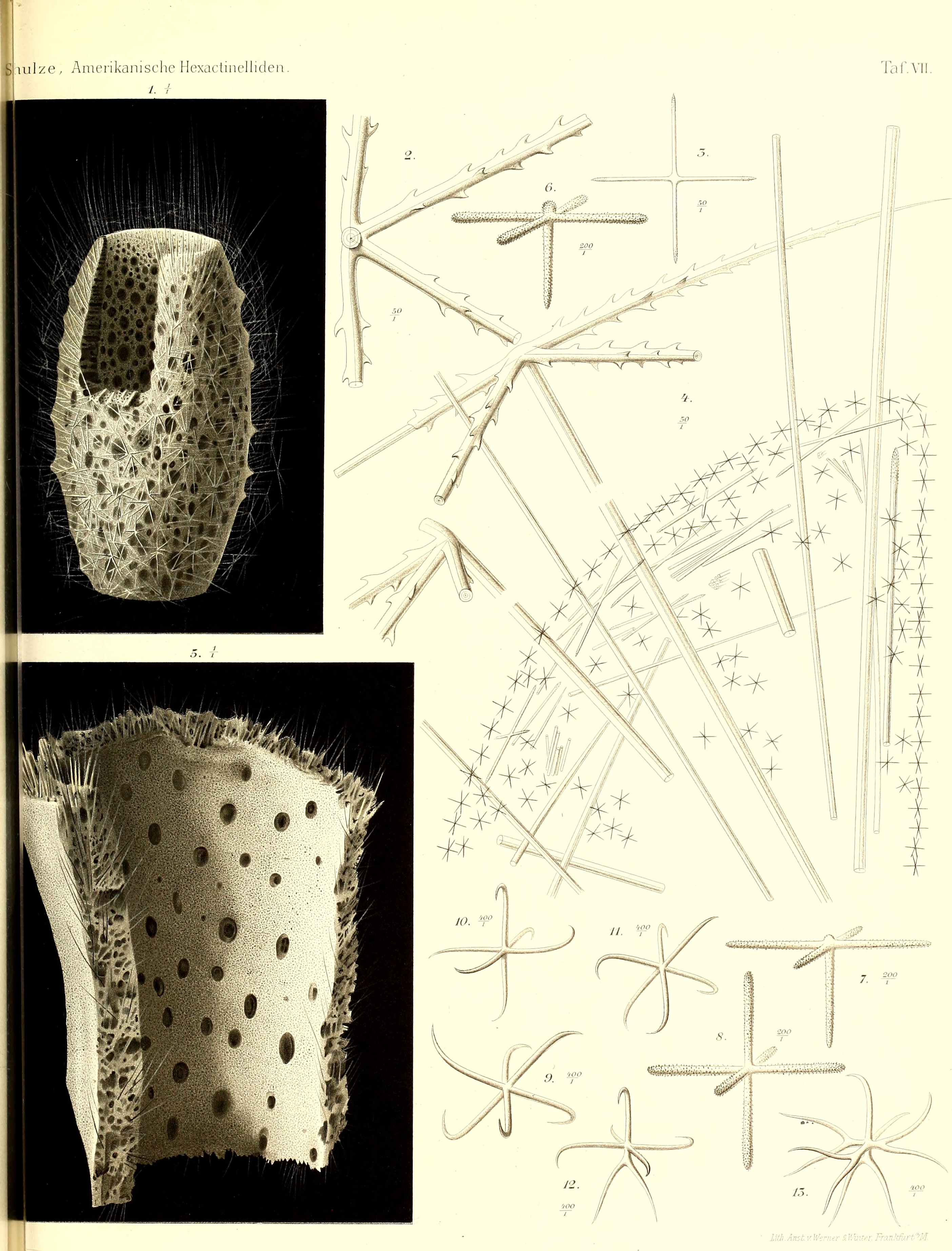
Aphorme horrida
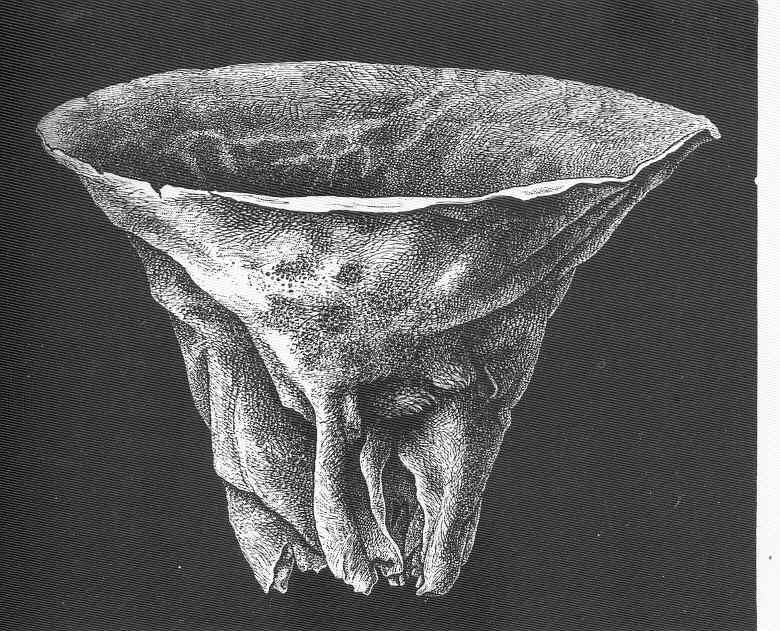
Askonema setubalense
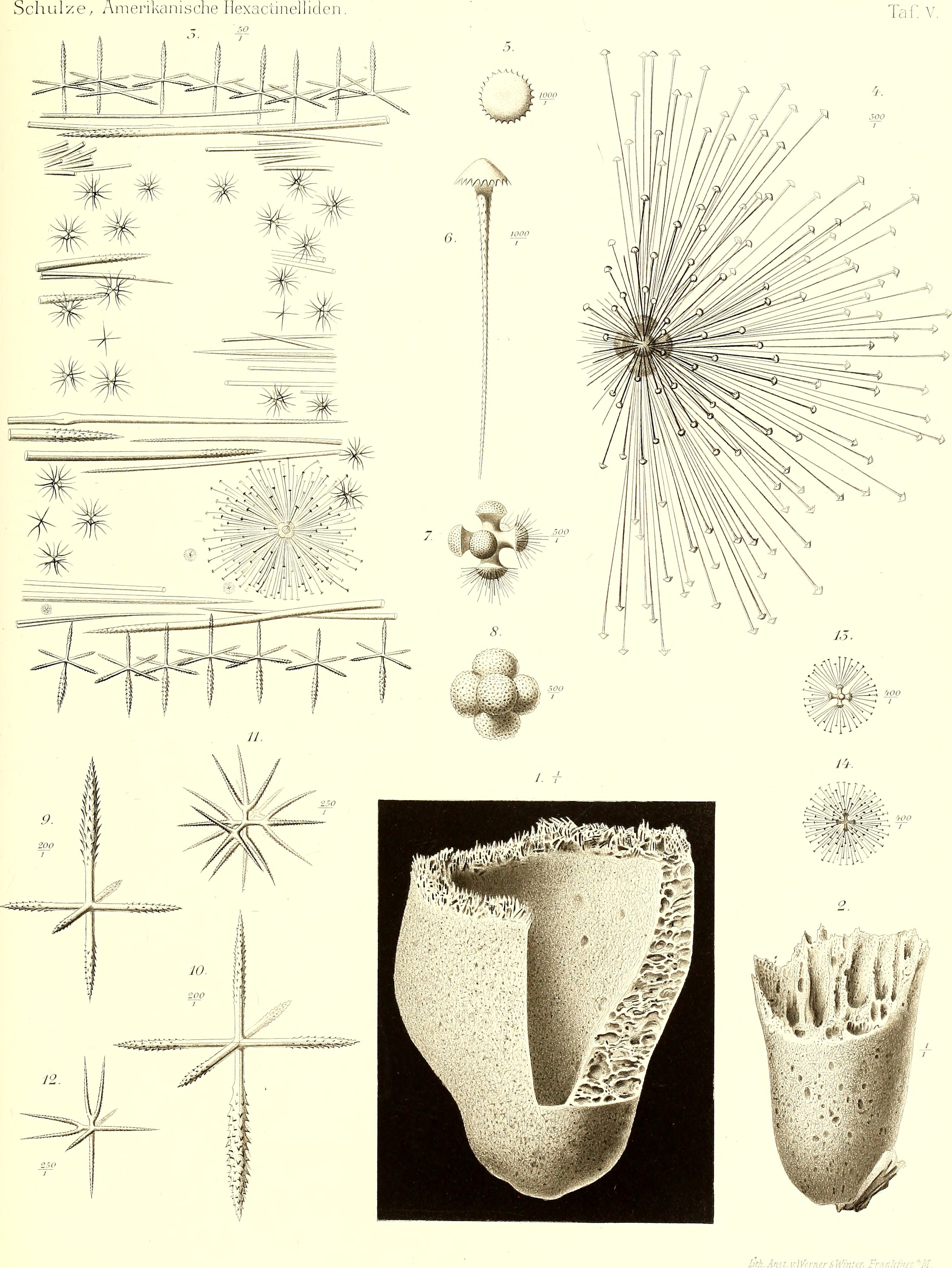
Aulosaccus ijimae
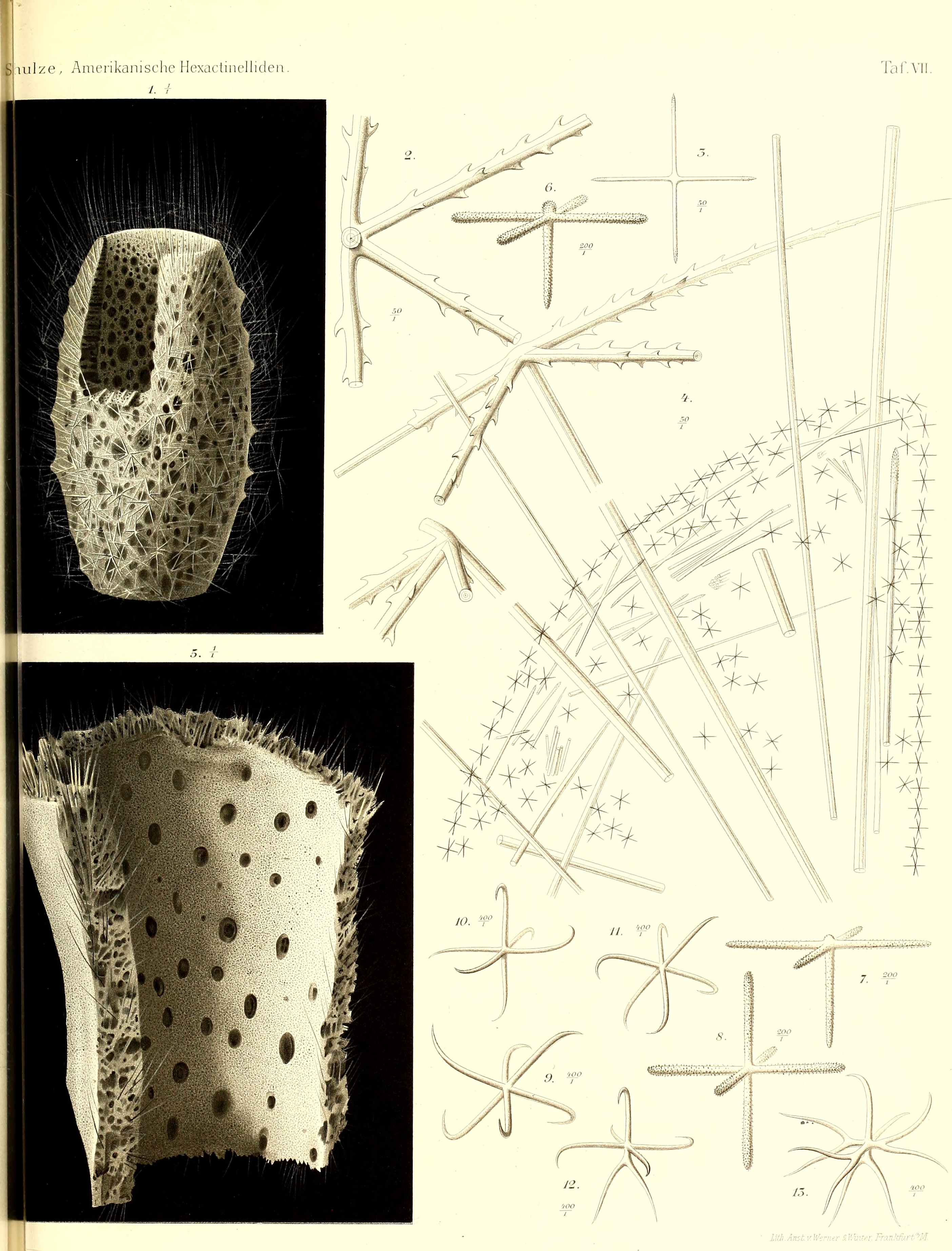
Bathydorus uncifer
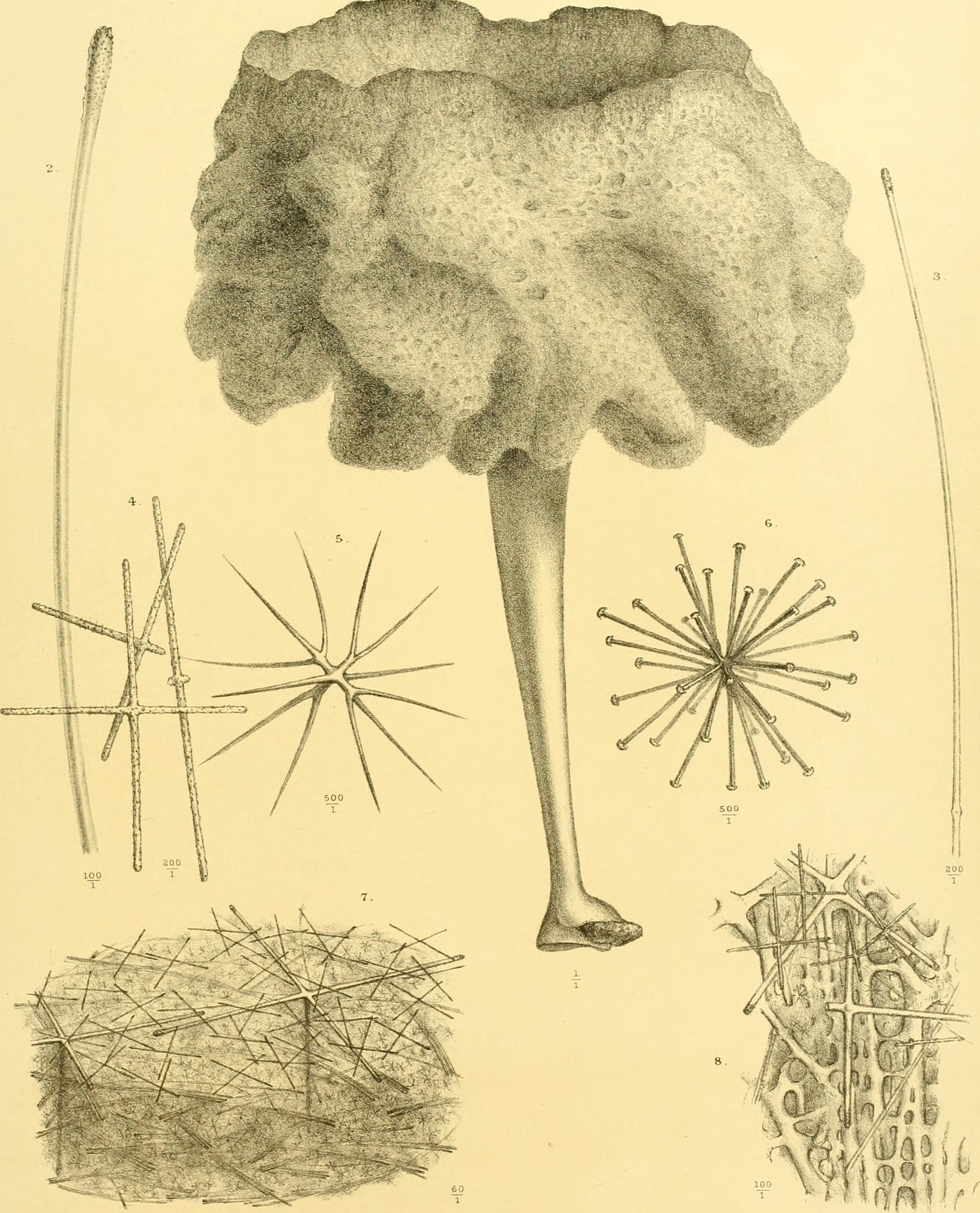
Crateromorpha tumida
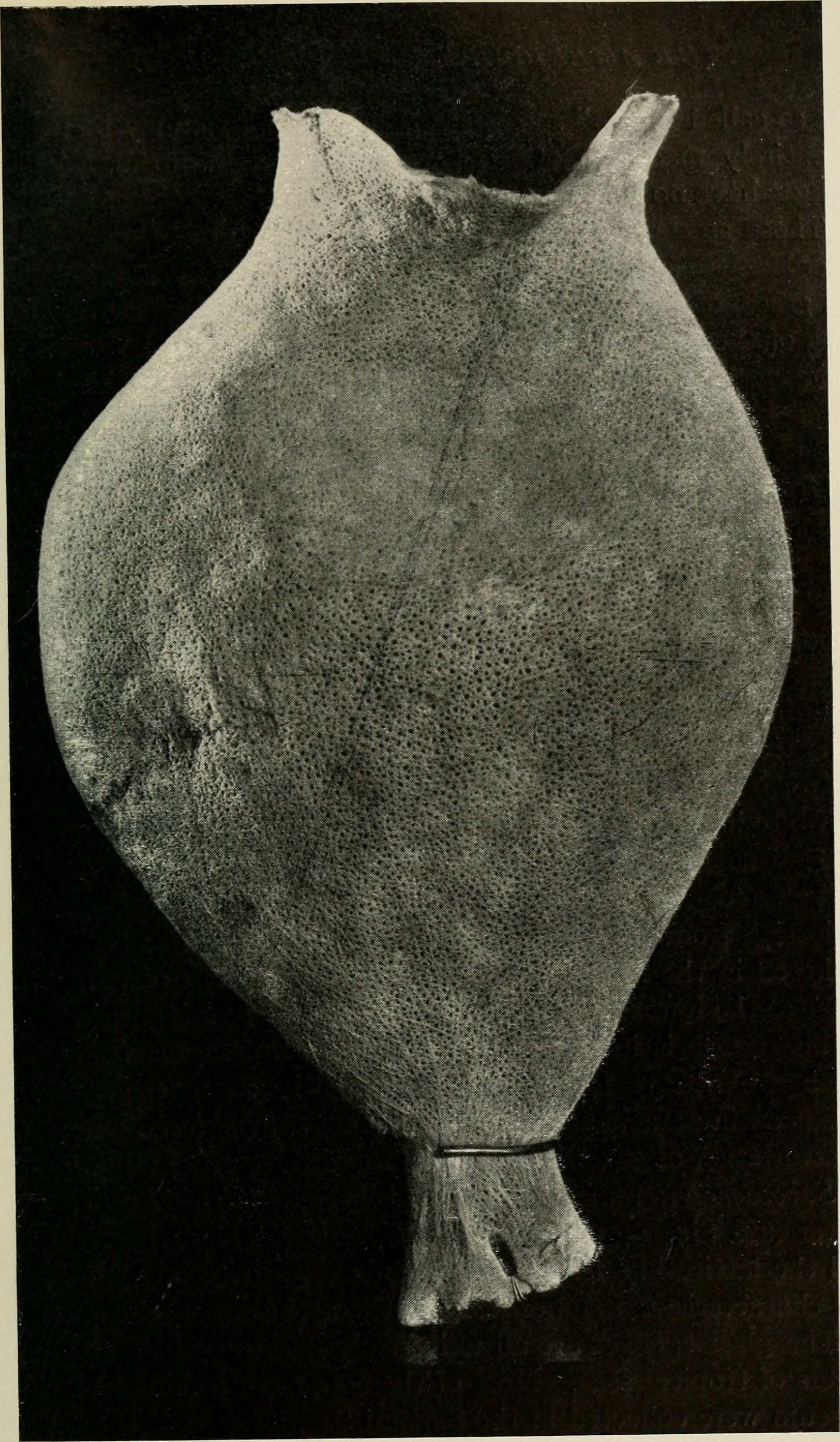
Hyalascus similis
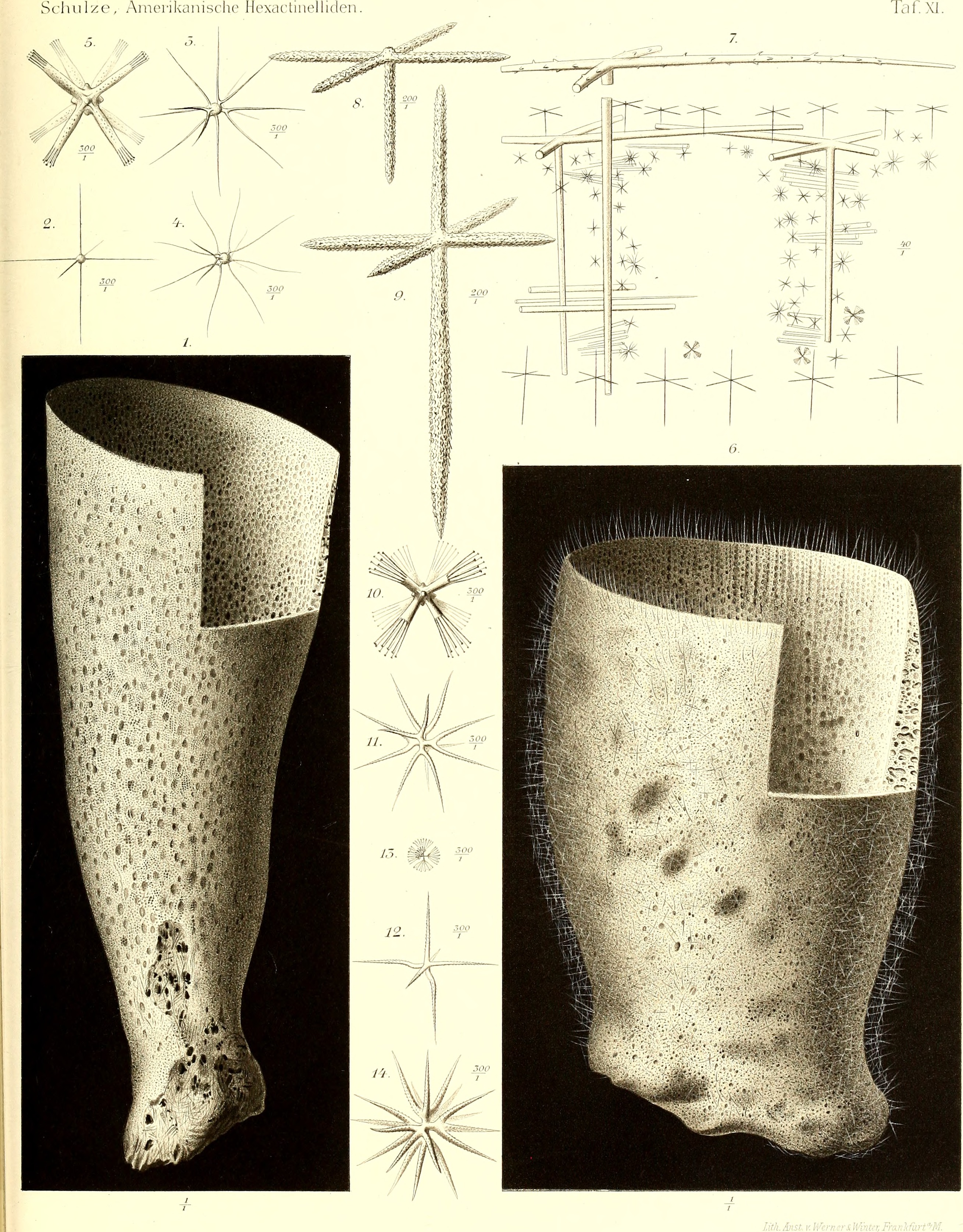
Rhabdocalyptus dawsoni & Staurocalyptus fasciculatus
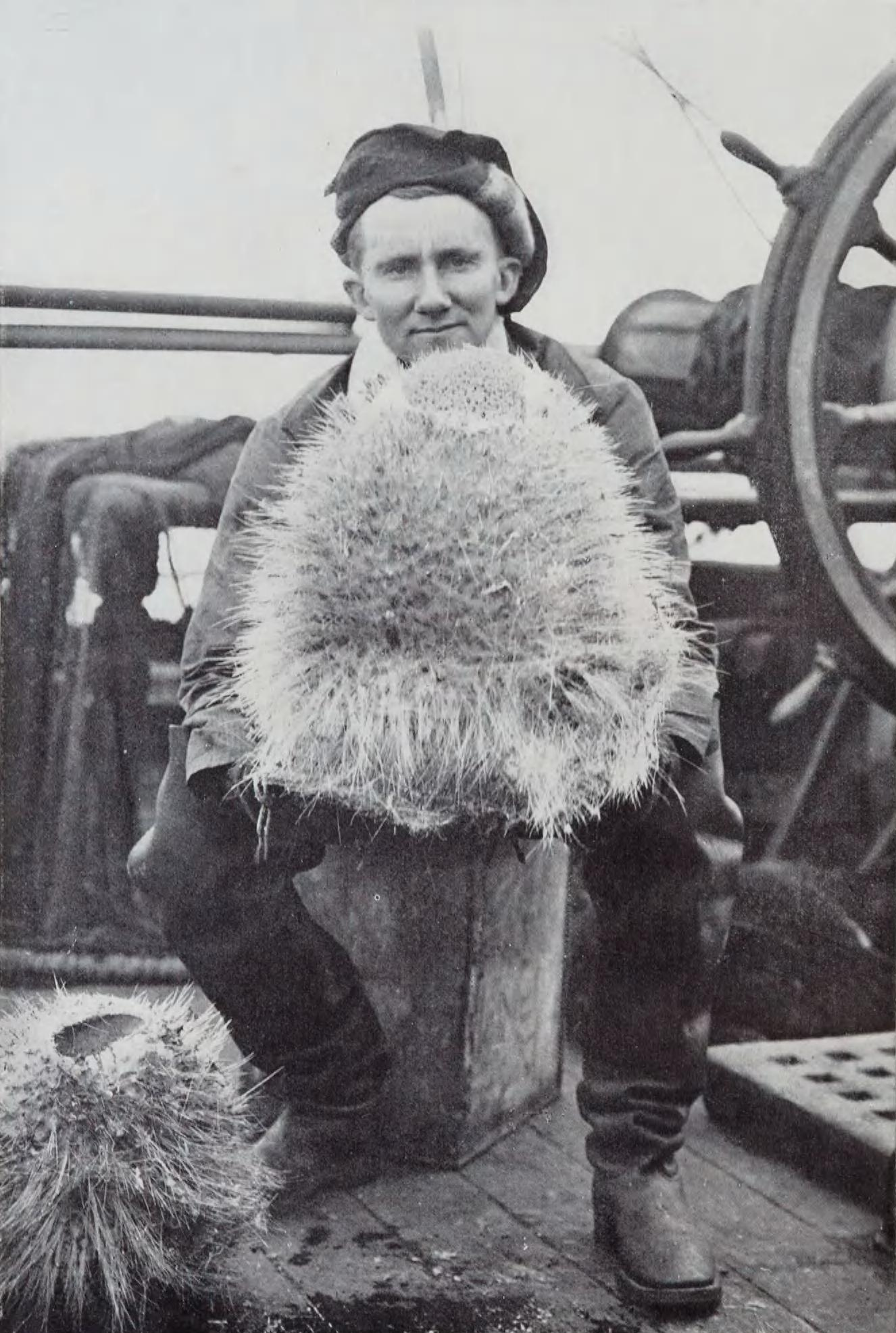
Rosella villosa
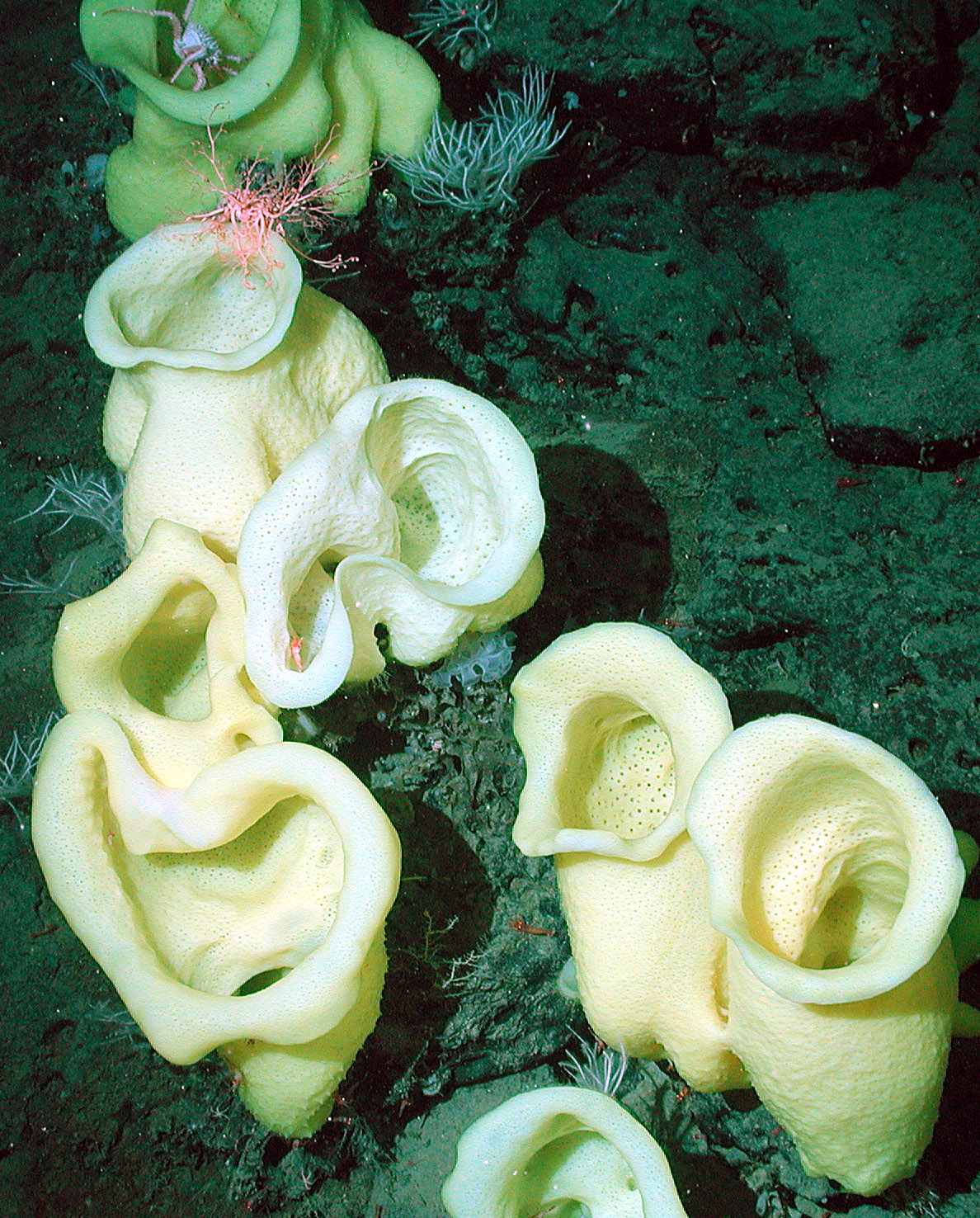
Staurocalyptus sp.